# Йыуга
Йы́уга (эст. Jõuga), на местном наречии Йо́уга (Jouga) — деревня в волости Алутагузе уезда Ида-Вирумаа, Эстония. 
До административной реформы местных самоуправлений Эстонии 2017 года деревня входила в состав ныне упразднённой волости Ийзаку.

## География
Деревня находится в южной части уезда, в пределах низменности Алутагузе, при автодороге 3 (E 264), на расстоянии примерно 22 километров (по прямой) к югу от посёлка Йыхви, административного центра уезда. Абсолютная высота — 66 метров над уровнем моря.
Климат деревни характеризуется как переходный от умеренно-морского к умеренно континентальному (Dfb в классификации климатов Кёппена).

## Население
По данным переписи населения 2011 года, в деревне проживало 49 человек (26 мужчин и 23 женщины), из которых эстонцы составляли 87,8 %. Возрастная структура населения деревни: 10,2 % — жители младше 18 лет, 67,3 % — возраст 18–64 года и 22,4 % — в возрасте 65 лет и старше.
По состоянию на 1 января 2019 года в деревне было 44 жителя.

## История
В письменных источниках 1426 года упоминаются Joleckole и  Jowkull (деревня), 1726 года — Jaucka; 1796 года — Jouga; русскоязычное название — Е́вгаль.
На военно-топографических картах Российской империи (1846–1863 годы), в состав которой входила Эстляндская губерния, деревня обозначена как Iоукюль.